# Eutrypanus tessellatus
Eutrypanus tessellatus är en skalbaggsart som beskrevs av White 1855. Eutrypanus tessellatus ingår i släktet Eutrypanus och familjen långhorningar. Inga underarter finns listade i Catalogue of Life.